# Majorens kompani
Majorens kompani, även Förste majorens kompani, var ett kavalleri-kompani från 1600-talet fram till 1900-talet. Kompaniet tillhörde Andra livgrenadjärregementet.

## Personal

### Ryttmästare
- 1766: Per Reutersvärd
- 1766–1770: Erik Julius Cederhielm
- 1781: Mattias Stråhlenhielm
- 1791: Gustaf Adolph Klingspor

### Löjtnanter
- 1761–1766: Mattias Stråhlenhielm
- 1766–1770: Arvid Fredrik Brummer
- Svante M. C. Gyllenschöld
- 1781: Johan Göran Gripenwaldt

### Kornetter
- 1760: Otto Löfvén
- 1760–1770: Magnus Albrekt Wolfeldt
- 1781: Anders Fredrik Sköldebrand
- 1791: Johan Jacob Danckwardt-Lillieström

### Kvartermästare
- 1761: Gert Wilhelm Falk
- 1770: Otto Reinholdt Klöfver
- 1781–1791: Johan von Felitzen